# Jean-Pierre Dubois de Gennes
 (mars 2024).
Si vous disposez d'ouvrages ou d'articles de référence ou si vous connaissez des sites web de qualité traitant du thème abordé ici, merci de compléter l'article en donnant les références utiles à sa vérifiabilité et en les liant à la section « Notes et références ».
 (mars 2024).
La mise en forme du texte ne suit pas les recommandations de Wikipédia : il faut le « wikifier ».
Les points d'amélioration suivants sont les cas les plus fréquents. Le détail des points à revoir est peut-être précisé sur la page de discussion.
- Les titres sont pré-formatés par le logiciel. Ils ne sont ni en capitales, ni en gras.
- Le texte ne doit pas être écrit en capitales (les noms de famille non plus), ni en gras, ni en italique, ni en « petit »…
- Le gras n'est utilisé que pour surligner le titre de l'article dans l'introduction, une seule fois.
- L'italique est rarement utilisé : mots en langue étrangère, titres d'œuvres, noms de bateaux, etc.
- Les citations ne sont pas en italique mais en corps de texte normal. Elles sont entourées par des guillemets français : « et ».
- Les listes à puces sont à éviter, des paragraphes rédigés étant largement préférés. Les tableaux sont à réserver à la présentation de données structurées (résultats, etc.).
- Les appels de note de bas de page (petits chiffres en exposant, introduits par l'outil «  Source ») sont à placer entre la fin de phrase et le point final[comme ça].
- Les liens internes (vers d'autres articles de Wikipédia) sont à choisir avec parcimonie. Créez des liens vers des articles approfondissant le sujet. Les termes génériques sans rapport avec le sujet sont à éviter, ainsi que les répétitions de liens vers un même terme.
- Les liens externes sont à placer uniquement dans une section « Liens externes », à la fin de l'article. Ces liens sont à choisir avec parcimonie suivant les règles définies. Si un lien sert de source à l'article, son insertion dans le texte est à faire par les notes de bas de page.
- La présentation des références doit suivre les conventions bibliographiques. Il est recommandé d'utiliser les modèles {{Ouvrage}}, {{Chapitre}}, {{Article}}, {{Lien web}} et/ou {{Bibliographie}}. Le mode d'édition visuel peut mettre en forme automatiquement les références.
- Insérer une infobox (cadre d'informations à droite) n'est pas obligatoire pour parachever la mise en page.

Pour une aide détaillée, merci de consulter Aide:Wikification.
Si vous pensez que ces points ont été résolus, vous pouvez retirer ce bandeau et améliorer la mise en forme d'un autre article.
Pour les articles homonymes, voir Dubois et Gennes.
Jean-Pierre Dubois de Gennes, né le 18 octobre 1927 à Tunis et mort le 22 septembre 2016 à Versailles, est un généalogiste et historien français.

## Biographie
Jean-Pierre Dubois, comte de Gennes, est le fils d'André Dubois de Gennes (1893-1975), officier de l’armée française (Saint-Cyr, promotion Montmirail 1912-1914), aviateur, et de Germaine Dufresnoy. Il est également le neveu de Jean de Gennes pilote de chasse, et également l’arrière-petit-fils de Charles Dubois de Gennes, homme de Lettres français. Il épouse à Paris, le 8 août 1959, Renée de Coattarel (1925-2001).
Passionné par l’histoire et la généalogie, il est le cofondateur, le 12 février 1977, du Cercle Généalogique et Héraldique de Normandie.
Membre de plusieurs sociétés savantes, il est nommé membre de la commission scientifique pour l'histoire de l'Ordre équestre du Saint-Sépulcre de Jérusalem et s’attache à explorer l'histoire de cet ordre chevaleresque en France. Le fruit de ses recherches, Les chevaliers du Saint-Sépulcre de Jérusalem est publié en 2004 et fait autorité. Il y établit notamment la liste des quelque 2270 chevaliers français du Saint-Sépulcre depuis les origines de l’ordre jusqu’en 1949.
Il meurt à Versailles le 22 septembre 2016.

## Distinctions
- France

 Chevalier de l'ordre des Arts et des Lettres
- Ordre équestre du Saint-Sépulcre de Jérusalem

 Grand Officier de l'ordre équestre du Saint-Sépulcre de Jérusalem

## Publications

### Ouvrages
- Insignes et Décorations de l’Ordre Équestre du Saint-Sépulcre de Jérusalem, des origines à nos jours. Préface d'André Damien, de l'Institut, Versailles, Mémoire & Documents, 2002, 120p.  (ISBN 2-914611-06-4)
- Les chevaliers du Saint-Sépulcre de Jérusalem, vol. 1, Versailles, Mémoire & Documents, 2004, 507 p. (ISBN 978-2914611299).
- Les chevaliers du Saint-Sépulcre de Jérusalem, vol. 2, Versailles, Mémoire & Documents, 2004, 508 p. (ISBN 978-2914611312).
- (avec Dominique Le Tourneau), Toponymes et vocables du Saint-Sépulcre ; Notes pour servir à l'histoire des lieux et édifices dédiés en france au saint-sépulcre, Mémoire & Documents, 2018. 331p.  (ISBN 979-10-90361-86-7)
- (Directeur de publication), Le cheval en Normandie : actes du XXVIIIe congrès tenu à Mortagne-au-Perche du 21 au 24 octobre 1993 / [organisé par le] secrétariat permanent des congrès des sociétés historiques et archéologiques de Normandie ; textes recueillis et publiés par Ph. Manneville et J. P. de Gennes, Caen, Musée de Normandie, 1996.

### Bulletins et revues
- Famille Montgros, par Jean-Pierre de Gennes, 1977, 15p.
- Famille de ou des Roys, par Jean-Pierre de Gennes, 1977, 26p.
- Famille d'Aleyrac, du Gard, par Jean-Pierre de Gennes, 1977, 12p.
- Famille Claret, par Jean-Pierre de Gennes, 1977.
- Les d'Airebaudouze d'Anduze (avec Yannick Chassin du Guerny), in Hommage à Jacques Fabre de Morlhon, 1978.
- Famille Folhaquier, par Jean-Pierre de Gennes, 1978, 17p.
- Généalogie de la famille Le Bouyer de Monhoudou, in Bulletin du Cercle Généalogie et Héraldique de Normandie, no 9, 1er trimestre 1980, pp. 54–64.
- Généalogie de la famille de La Forest (Haut-Poitou), par Jean-Pierre de Gennes, 1983.
- Famille de Chazelles : généalogie dressée par le comte de Gennes, 1988.
- Famille de Frébourg par le comte de Gennes, 1988.
- Un illustre nîmois – Jean Poldo d’Albenas, in Lien des Chercheurs Cévenols, no 89, janvier-mars 1992, p. 15.
- Yves III de Bellême, évêque de Sées (XIe siècle), in Cahiers percherons, 1997-2.
- Généalogie des Montclar, in Lien des Chercheurs Cévenols, no 110, juillet-septembre 1997. pp3–5.
- La coutume du Perche / [Jean-Pierre de Gennes, Claude Cailly, Louis Le Roc'h-Morgère [et al.] ], in Société historique et archéologique de l'Orne.

### Ressources électroniques
- Histoire généalogique de la famille du Bois de Gennes et des branches subsistantes de Saran et de Fresnoy (cette dernière anciennement de Crancé) de Châlons en Champagne, support électronique, 2004. FR (BNF 39118900).

## Pour approfondir